# World of content
|  | Denne artikel er oprettet af botten Steenthbot ud fra en ekstern database. Den kan derfor have sproglige fejl eller mangler. Denne skabelon kan fjernes efter kontrol af indholdet. |

World of content er en dansk spillefilm fra 2019 instrueret af Glen Bay Grant.

## Handling
Emil lever en afsondret tilværelse med sin online videokanal som tætteste bånd til omverdenen. Han er dedikeret fan af og kopierer YouTuberen Frank. Men i takt med, at Frank begynder at udvise en voksende irrationel adfærd, får Emil udfordret den virkelighed, han har skabt foran kameraet.

## Medvirkende
- Nicolai Jørgensen, Emil
- Jacob Skyggebjerg, Frank